# Maciej Żurawski
Maciej Stanisław Żurawski (phát âm tiếng Ba Lan: [ˈmatɕɛj ʐuˈrafski]; sinh ngày 12 tháng 9 năm 1976) là một cựu cầu thủ bóng đá người Ba Lan thi đấu ở vị trí tiền đạo. Żurawski đã chơi 72 trận và ghi 17 bàn thắng trong màu áo tuyển quốc gia Ba Lan, từng đại diện cho họ thi đấu tại hai kì vô địch thế giới và Giải vô địch châu Âu 2008. Anh còn ghi 121 bàn thắng tại Ekstraklasa (đứng thứ 11 trong lịch sử) và là vua phá lưới giải này hai lần. Anh cũng từng chơi bóng tại Scotland, Hy Lạp và Síp.

## Sự nghiệp cấp câu lạc bộ

### Warta Poznań
Sinh ra tại Poznań, Żurawski khởi nghiệp chơi bóng ở lứa trẻ của Warta Poznań, câu lạc bộ mà cha anh, ông Andrzej là một trong những huấn luyện viên của đôi. Anh có trận ra mắt cho Warta Poznań tại Ekstraklasa vào ngày 31 tháng 7 năm 1994 ở trận gặp Widzew Łódż, lúc anh mới 17 tuổi. Cuối mùa giải đó, Warta bị rớt hạng khỏi Ekstraklasa.

### Lech Poznań
Tháng 11 năm 1997, Żurawski chuyển đến Lech Poznań theo dạng cho mượn 6 tháng. Thời hạn cho mượn được gia hạn và cuối cùng, anh chuyển đến Lech Poznań dưới dạng chuyển nhượng dài hạn. Żurawski ghi bàn thắng đầu tiên tại Ekstraklasa vào ngày 29 tháng 3 năm 1998 vào lưới Górnik Zabrze. Trong trận đấu cuối của anh trong màu áo Lech vào ngày 26 tháng 9 năm 1999, anh lập cú đúp bàn thắng vào lưới câu lạc bộ mới Wisła Kraków của mình. Khi rời Lech, anh đã tặng những tấm thiệp có ký tên cho người hâm mộ với dòng chữ tri ân 'Hãy nhớ đến Żuraw, cậu bé để lại trái tim của mình ở Poznań'.

### Wisła Kraków
Żurawski có trận đá ra mắt cho Wisła Kraków tại Ekstraklasa vào ngày 2 tháng 11 năm 1999 trong trận gặp ŁKS Łódź. Ngày 4 tháng 3 năm 2000 anh ghi bàn đầu tiên cho Wisla tại Ekstraklasa trong trận đấu gặp Odra Wodzisław. Anh giành chức vô địch Ekstraklasa ở mùa 2000–01 cùng Wisła Kraków. Ở mùa 2001–02, Żurawski ghi 21 bàn sau 27 trận và là vua phá lưới của Ekstraklasa năm ấy. Mùa 2002–03, Zurawski chơi cực tốt tại Cúp UEFA, anh đã ghi 10 bàn sau 10 trận, trong đó 7 bàn vào lưới các đội bóng Parma F.C., FC Schalke 04 và S.S. Lazio. Khi Kamil Kosowski rời Wisła Kraków, Żurawski được chọn làm thủ quân mới của Wisła Kraków. Ở mùa 2003–04, Żurawski ghi 20 bàn sau 26 trận và đưa Wisła Kraków tới danh hiệu Ekstraklasa. Anh là vua phá lưới Ekstraklasa ở mùa 2003–04. Ở mùa 2004–05 anh đoạt chức vô địch Ekstraklasa thứ 4 cùng Wisła Kraków. Ở mùa giải đó anh ghi 24 bàn sau 25 trận cho Wisła tại Ekstraklasa.

### Celtic

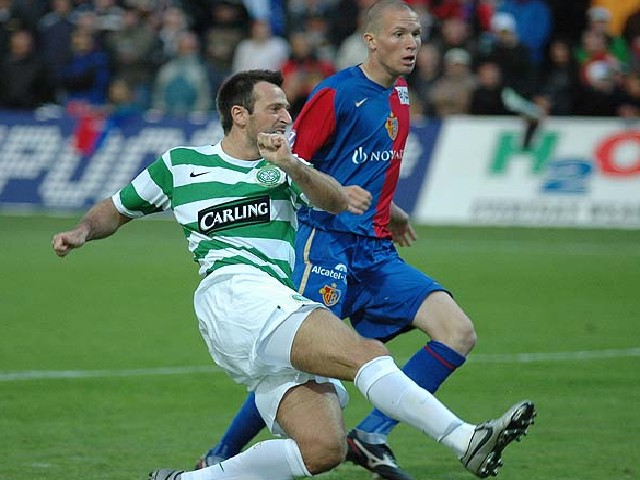
Żurawski chơi bóng cho Celtic đối đầu Basel vào tháng 7 năm 2007

Anh gia nhập câu lạc bộ Celtic của Giải bóng đá ngoại hạng Scotland từ Wisła Kraków vào tháng 7 năm 2005 và ký một bản hợp đồng dài 3 năm. Anh nhận áo số 7 từ tay Juninho Paulista (trước đó thuộc về Henrik Larsson) và được đặt biệt danh là "Magic Żurawski" bởi cổ động viên.
Ngày 19 tháng 2 năm 2006, Żurawski ghi 4 bàn giúp Celtic lập kỷ lục mới của SPL với chiến thắng Dunfermline Athletic 8–1 tại East End Park. Żurawski sau đó được bình chọn là Cầu thủ hay nhất tháng của SPL vào tháng 2. Zurawski giúp Celtic giành ngôi quán quân mùa 2005–06 cùng với John Hartson, mỗi người có được 20 bàn.

## Thống kê sự nghiệp
| Câu lạc bộ   | Mùa                | Giải               | Giải nội địa | Giải nội địa | Cúp nội địa | Cúp nội địa | Cúp châu Âu | Cúp châu Âu | Khác    | Khác      | Tổng cộng | Tổng cộng |
| Câu lạc bộ   | Mùa                | Giải               | Số trận      | Bàn thắng    | Số trận     | Bàn thắng   | Số trận     | Bàn thắng   | Số trận | Bàn thắng | Số trận   | Bàn thắng |
| ------------ | ------------------ | ------------------ | ------------ | ------------ | ----------- | ----------- | ----------- | ----------- | ------- | --------- | --------- | --------- |
| Warta Poznań | 1994–1995          | Ekstraklasa        | 21           | 0            | 0           | 0           | –           | –           | –       | –         | 21        | 0         |
| Warta Poznań | 1995–1996          | I Liga             | 22           | 1            | 0           | 0           | –           | –           | –       | –         | 22        | 1         |
| Warta Poznań | 1996–1997          | II Liga            |              |              | 2           | 0           | –           | –           | –       | –         | 2         | 0         |
| Warta Poznań | 1997–1998          | I Liga             | 16           | 4            | –           | –           | –           | –           | –       | –         | 16        | 4         |
| Lech Poznań  | 1997–1998          | Ekstraklasa        | 17           | 2            | 1           | 0           | –           | –           | –       | –         | 18        | 2         |
| Lech Poznań  | 1998–1999          | Ekstraklasa        | 30           | 11           | 1           | 0           | –           | –           | –       | –         | 31        | 11        |
| Lech Poznań  | 1999–2000          | Ekstraklasa        | 9            | 6            | 1           | 0           | 4           | 2           | –       | –         | 14        | 8         |
| Wisła Kraków | 1999–2000          | Ekstraklasa        | 20           | 6            | 7           | 2           | –           | –           | –       | –         | 27        | 8         |
| Wisła Kraków | 2000–2001          | Ekstraklasa        | 27           | 8            | 7           | 3           | 6           | 0           | –       | –         | 40        | 11        |
| Wisła Kraków | 2001–2002          | Ekstraklasa        | 27           | 21           | 8           | 7           | 8           | 4           | –       | –         | 43        | 32        |
| Wisła Kraków | 2002–2003          | Ekstraklasa        | 28           | 22           | 7           | 6           | 10          | 10          | –       | –         | 45        | 38        |
| Wisła Kraków | 2003–2004          | Ekstraklasa        | 26           | 20           | 1           | 0           | 8           | 5           | –       | –         | 35        | 25        |
| Wisła Kraków | 2004–2005          | Ekstraklasa        | 25           | 24           | 11          | 6           | 5           | 3           | –       | –         | 41        | 33        |
| Celtic       | 2005–2006          | SPL                | 24           | 16           | 4           | 4           | 2           | 0           | –       | –         | 30        | 20        |
| Celtic       | 2006–2007          | SPL                | 26           | 6            | 3           | 4           | 5           | 0           | –       | –         | 34        | 10        |
| Celtic       | 2007–2008          | SPL                | 5            | 0            | 0           | 0           | 3           | 0           | –       | –         | 8         | 0         |
| Larissa      | 2007–2008          | Super League       | 11           | 6            | 1           | 0           | –           | –           | –       | –         | 12        | 6         |
| Larissa      | 2008–2009          | Super League       | 27           | 9            | 2           | 0           | –           | –           | 4       | 0         | 33        | 9         |
| Omonia       | 2009–2010          | A Katigoria        | 23           | 8            | 4           | 2           | 3           | 2           | –       | –         | 30        | 12        |
| Wisła Kraków | 2010–2011          | Ekstraklasa        | 21           | 1            | 3           | 1           | 4           | 1           | –       | –         | 28        | 3         |
| Tổng cộng    | Warta Poznań       | Warta Poznań       | 59           | 5            | 2           | 0           | –           | –           | –       | –         | 61        | 5         |
| Tổng cộng    | Lech Poznań        | Lech Poznań        | 56           | 19           | 3           | 0           | 4           | 2           | –       | –         | 63        | 21        |
| Tổng cộng    | Celtic             | Celtic             | 55           | 22           | 7           | 8           | 10          | 0           | –       | –         | 72        | 30        |
| Tổng cộng    | Larissa            | Larissa            | 38           | 15           | 3           | 0           | –           | –           | 4       | 0         | 45        | 15        |
| Tổng cộng    | Wisła Kraków       | Wisła Kraków       | 174          | 102          | 44          | 25          | 41          | 23          | –       | –         | 259       | 150       |
| Tổng cộng    | Tổng kết sự nghiệp | Tổng kết sự nghiệp | -            | -            | -           | -           | -           | -           | –       | –         | 500       | 221       |

### Bàn thắng cho đội tuyển
| Bàn thắng | Ngày                 | Địa điểm                      | Đối thủ              | Tỉ số | Kết quả | Giải đấu                                     | Nguồn |
| --------- | -------------------- | ----------------------------- | -------------------- | ----- | ------- | -------------------------------------------- | ----- |
| 1.        | 10 tháng 2 năm 2002  | Limassol, Síp                 | Quần đảo Faroe       | 2–1   | Thắng   | Giao hữu                                     |       |
| 2.        | 10 tháng 2 năm 2002  | Limassol, Síp                 | Quần đảo Faroe       | 2–1   | Thắng   | Giao hữu                                     |       |
| 3.        | 18 tháng 5 năm 2002  | Warsaw, Ba Lan                | Estonia              | 1–0   | Thắng   | Giao hữu                                     |       |
| 4.        | 21 tháng 8 năm 2002  | Szczecin, Ba Lan              | Bỉ                   | 1–1   | Hòa     | Giao hữu                                     |       |
| 5.        | 16 tháng 11 năm 2003 | Płock, Ba Lan                 | Serbia và Montenegro | 4–3   | Thắng   | Giao hữu                                     |       |
| 6.        | 18 tháng 8 năm 2004  | Poznań, Ba Lan                | Đan Mạch             | 1–5   | Thua    | Giao hữu                                     |       |
| 7.        | 4 tháng 9 năm 2004   | Belfast, Bắc Ireland          | Bắc Ireland          | 3–0   | Thắng   | Vòng loại Giải vô địch bóng đá thế giới 2006 |       |
| 8.        | 8 tháng 9 năm 2004   | Chorzów, Ba Lan               | Anh                  | 1–2   | Thua    | Vòng loại Giải vô địch bóng đá thế giới 2006 |       |
| 9.        | 13 tháng 10 năm 2004 | Cardiff, Wales                | Wales                | 3–2   | Thắng   | Vòng loại Giải vô địch bóng đá thế giới 2006 |       |
| 10.       | 9 tháng 2 năm 2005   | Grodzisk Wielkopolski, Ba Lan | Belarus              | 1–3   | Thua    | Giao hữu                                     |       |
| 11.       | 30 tháng 3 năm 2005  | Warsaw, Ba Lan                | Bắc Ireland          | 1–0   | Win     | Vòng loại Giải vô địch bóng đá thế giới 2006 |       |
| 12.       | 29 tháng 5 năm 2005  | Szczecin, Ba Lan              | Albania              | 1–0   | Thắng   | Giao hữu                                     |       |
| 13.       | 4 tháng 6 năm 2005   | Baku, Azerbaijan              | Azerbaijan           | 3–0   | Thắng   | Vòng loại Giải vô địch bóng đá thế giới 2006 |       |
| 14.       | 3 tháng 9 năm 2005   | Chorzów, Ba Lan               | Áo                   | 3–2   | Thắng   | Vòng loại Giải vô địch bóng đá thế giới 2006 |       |
| 15.       | 7 tháng 9 năm 2005   | Warsaw, Ba Lan                | Wales                | 1–0   | Thắng   | Vòng loại Giải vô địch bóng đá thế giới 2006 |       |
| 16.       | 28 tháng 3 năm 2007  | Kielce, Ba Lan                | Armenia              | 1–0   | Thắng   | Vòng loại giải vô địch bóng đá châu Âu 2008  |       |
| 17.       | 27 tháng 5 năm 2008  | Reutlingen, Đức               | Albania              | 1–0   | Thắng   | Giao hữu                                     |       |

## Danh hiệu

### Câu lạc bộ
Wisła Kraków
- Ekstraklasa: 2000-01, 2002–03, 2003–04, 2004–05, 2010–11
- Cúp quốc gia Ba Lan: 2001–02, 2002–03
- Cúp Ekstraklasa: 2000–01
- Siêu cúp Ba Lan: 2001

Celtic
- Ngoại hạng Scotland: 2005–06, 2006–07, 2007–08
- Scottish Cup: 2006–07
- Scottish League Cup: 2005–06

Omonia
- Vô địch đảo Síp: 2009–10

### Cá nhân
- Vua phá lưới Ekstraklasa: 2001–02, 2003–04
- Cầu thủ Ba Lan hay nhất năm: 2002
- Cầu thủ hay nhất năm của Football Oscar: 2002
- Cầu thủ hay nhất năm của Ekstraklasa: 2001, 2002
- Tiền đạo hay nhất năm của Ekstraklasa: 2003
- Cầu thủ hay nhất tháng của SPL: tháng 2 năm 2006